# Pachycostasaurus
Pachycostasaurus dawni
Genre
Espèce
Pachycostasaurus (littéralement « lézard à côtes épaisses ») est un genre fossile de plésiosaures ayant vécu durant le Jurassique moyen dans ce qui est actuellement l'Angleterre. 
L'espèce type est Pachycostasaurus dawni et, en 2022, ce genre est resté monotypique.

## Découverte et nommage

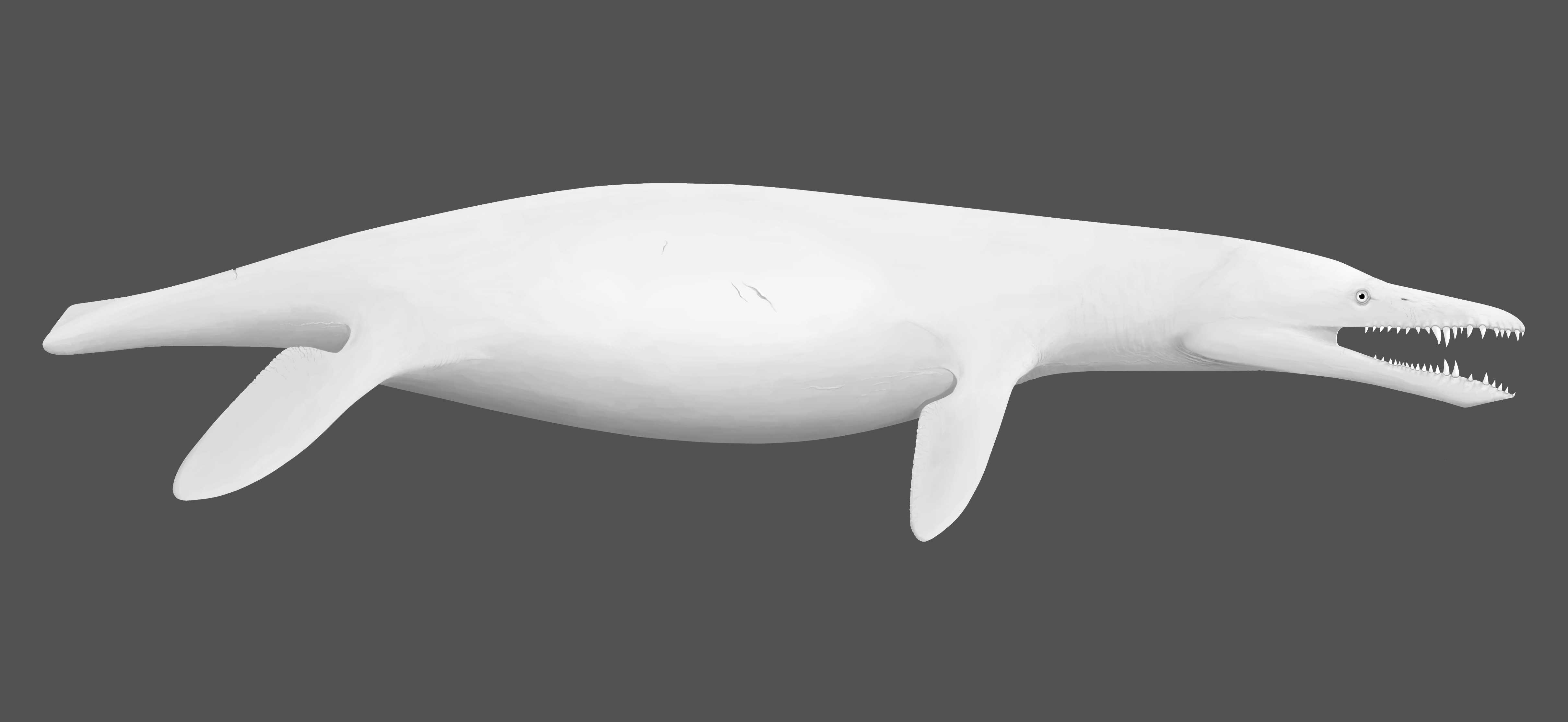
Reconstruction

Le fossile holotype de Pachycostasaurus a été découvert par Alan Dawn, un géologue amateur et bénévole du musée, dans ce qui est maintenant une carrière à Peterborough. Le fossile a été décrit en 1996 par les paléontologues Arthur Cruickshank (d), David M. Martill (d) et Leslie Noè (d), en raison de son ensemble distinct de caractéristiques non présentes chez les pliosauridés contemporains Liopleurodon et Simolestes.

## Description

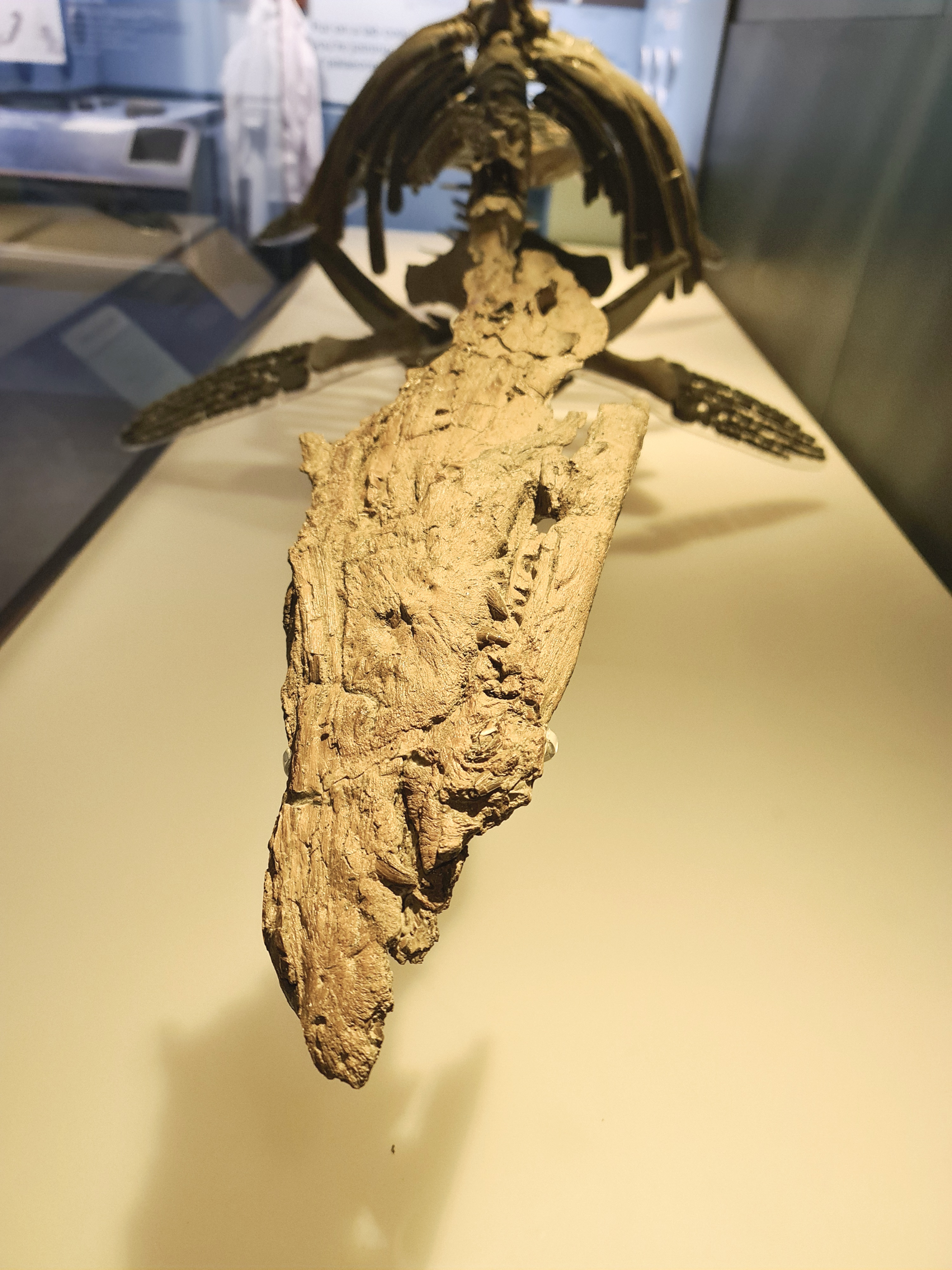
Vue de face de l'holotype.

L'espèce type, P. Dawni, est représentée par un seul spécimen presque complet (PETMG R338) qui mesurait environ 3,1 mètres de long.
La caractéristique la plus déterminante de ce genre est peut-être les grosses côtes pachyostées et gastralia décrit comme "en forme de saucisse" de profil. La pachyostose est connue d'un certain nombre de genres de Pliosauridés (par exemple Monquirasaurus), et est présente chez les animaux modernes tels que les Siréniens (Dugong et  Lamantins). Ce torse robuste en forme de tonneau, couplé à un cou relativement court et de petites nageoires, indique qu'il n'était pas un nageur agile. Des coupes histologiques prélevées sur ces éléments montrent qu'ils sont également ostéoscléreux (combinés, cela représente la condition pachyostéosclérose).
Le spécimen holotypique possédait cinq paires de dents robustes et coniques sur la symphyse mandibulaire (dont la longueur est une caractéristique claire du genre par rapport aux autres Pliosauridés contemporains Simolestes et  Liopleurodon). Sa tête faisait environ 20% de la longueur totale du corps, typique de la plupart des Pliosauridés de son époque. Le spécimen avait un nombre de vertèbres cervicales d'au moins 13, ces vertèbres ayant des centres raccourcis et un canal neural élargi, qui n'étaient pas fortement ossifiés sauf dans la région de l'épine neurale (les épines neurales elles-mêmes n'étaient pas fusionnées au centre, ce qui suggère que le spécimen n'était pas complètement développé ; cependant, cela pourrait aussi être un trait pédomorphe.
Les centres pectoraux du spécimen ont un contour triangulaire et les centres vertébraux dorsaux sont fortement ossifiés, avec des foramens sous-centraux indistincts et des faces antérieure et postérieure plates. Les antérieures et postérieures Zygapophyses sur les vertèbres dorsales sont réduites, mais les épines neurales sont épaissies, avec des excavations médianes antérieures et postérieures. C'est l'une des autres caractéristiques principales du genre. Les humérus du  Pachycostasaurus  sont courts, petits par rapport à sa taille corporelle et légèrement construits.
Il a été suggéré que même si l'individu holotypique semble être un juvénile ou sub-adulte, son âge n'est probablement pas le seul responsable de ces structures osseuses inhabituelles.

## Paléobiologie
A en juger par son anatomie, Pachycostasaurus était très probablement un prédateur benthique. La taille et la forme relatives de ses dents indiquent un régime alimentaire allant des teuthoïdes mous, tels que les bélemnites, aux poissons osseux, et peut-être à certains des plus grands reptiles. Pachycostasaurus a un crâne légèrement construit, une symphyse de la mâchoire courte et plutôt faible et un lest ventral pour une stabilité qui aurait résisté au roulis. Il est donc douteux que Pachycostasaurus ait été un chargeur de torsion comme les autres pliosauridés contemporains.
La rareté de l'animal dans la formation peut suggérer que Pachycostasaurus était allochtone. Les restes de dinosaures de la carrière ont probablement été emportés par l'eau douce dans le bassin marin présent, ce qui implique que le spécimen holotype peut avoir été un habitant d'eau douce / estuarien dérivé vers l'environnement marin par les rivières. Cependant, plus de sédiments côtiers et quasi-marins de la formation n'ont pas encore produit de restes de plésiosaures. Une autre explication, peut-être moins probable, est que Pachycostasaurus était un habitant des profondeurs marines plus au large, et a dérivé ou s'est déplacé vers l'emplacement marin peu profond avant la fossilisation.

## Publication originale
: document utilisé comme source pour la rédaction de cet article.
- (en) A. R. I. Cruickshank, David Martill et Leslie F. Noè, « A pliosaur (Reptilia, Sauropterygia) exhibiting pachyostosis from the Middle Jurassic of England », Journal of the Geological, vol. 153, no 6,‎ 1996, p. 873-879 (DOI 10.1144/gsjgs.153.6.0873, S2CID 129602868, lire en ligne).